# Övrebyn
Övrebyn är en tidigare småort i Älvsby socken i Älvsbyns kommun, Norrbottens län. Vid tätortssavgränsningen 2015 hade orten vuxit samman med Älvsbyns tätort och småorten upplöstes.

## Befolkningsutveckling
| Befolkningsutvecklingen i Övrebyn 1990–2010       | Befolkningsutvecklingen i Övrebyn 1990–2010 | Befolkningsutvecklingen i Övrebyn 1990–2010 | Befolkningsutvecklingen i Övrebyn 1990–2010 | Befolkningsutvecklingen i Övrebyn 1990–2010 |
| ------------------------------------------------- | ------------------------------------------- | ------------------------------------------- | ------------------------------------------- | ------------------------------------------- |
|                                                   |                                             |                                             |                                             |                                             |
| År                                                |                                             |                                             | Folkmängd                                   | Areal (ha)                                  |
| 1990                                              | 1990                                        |                                             | 66                                          | 13#                                         |
| 1995                                              | 1995                                        |                                             | 57                                          | 12#                                         |
| 2000                                              | 2000                                        |                                             | 50                                          | 12#                                         |
| 2005                                              | 2005                                        |                                             | 51                                          | 12#                                         |
| 2010                                              | 2010                                        |                                             | 50                                          | 12#                                         |
| Anm.: Sammanvuxen med Älvsbyn 2015. # Som småort. |                                             |                                             |                                             |                                             |